# Kapela sv. Ivana Krstitelja na Seljanima
Kapela sv. Ivana Krstitelja na Seljanima je rimokatolička grobljanska kapelica na Seljanima u općini Nevesinju.
Dao ju je podići župnik fra Oto Bilić. Podignuta je 1972. godine i posvećena je sv. Ivanu Krstitelju. Crkvica je podignuta radom majstora Ivana Pavlovića sa Seljana i darom iseljenika iz Kanade. Podignuta je za mjesta: Kruševljane, Dramiševo, Seljane i Vranješinu. U velikosrpskoj agresiji 1992. godine teško je oštećena. Godine 2003. obnovljena i blagoslovljena zalaganjem i brigom vlč. don Luke Pavlovića i uz potporu dobročinitelja. Mjesno groblje je ograđeno tom prigodom. Zvono za zvonik građen 2000-ih saliveno je u Innsbrucku 2007. godine. Novoizgrađeni toranj za zvono u groblju na Seljanima blagoslovljen je 10. lipnja 2007. godine. Mjesto je okupljanja raseljenih mještana, njihove rodbine i prijatelja. Okupljaju se svake godine na nedjelju pred ljetni Ivandan na svečano slavlje sv. Ivana u Seljanima.